# 硝酸亚锡
硝酸亚锡是一种无机化合物，化学式为Sn(NO3)2，其二十水合物被制得过，且极易分解。也有文献通过纯硝酸溶于乙腈，与二(甲基环戊二烯基)锡反应，得到硝酸亚锡，但未能成功分离。

## 碱式盐
硝酸亚锡存在碱式盐Sn3(OH)4(NO3)2，受热分解。